# ارتباطات در لسوتو
ارتباطات در لسوتو شامل رادیو و تلویزیون، روزنامه‌های چاپی و آنلاین، تلفن‌های ثابت و همراه، و همچنین خدمات اینترنتی می‌شود

## رادیو
در لسوتو، رادیو یکی از اصلی‌ترین ابزارهای ارتباطی و رسانه‌ای به شمار می‌رود. دولت این کشور دارای دو ایستگاه رادیویی دولتی است و کنترل قابل توجهی بر رسانه‌های پخش خصوصی دارد. همچنین، پخش برنامه‌های رادیویی از چندین ایستگاه بین‌المللی نیز در این کشور قابل دریافت است.علاوه بر رادیو لسوتو، چندین ایستگاه دیگر نیز در لسوتو فعالیت دارند که برخی از آن‌ها تنها در نواحی خاصی مانند ماسرو در دسترس هستند. مهم‌ترین ایستگاه‌ها عبارت‌اند از:
رادیو لسوتو – ۱۰۵۰AM و ۹۳٫۳FM (ماسرو)
رادیو آلتیمیت – ۹۹٫۸FM (رادیوی تجاری دولتی)
رادیو پیپلز چویس – ۹۵٫۶FM (ماسرو)
رادیو موآفریکا – ۹۹٫۳FM (ماسرو)
رادیو هارویست – ۹۸٫۸FM (ماسرو)
یسو که کارابو – ۱۰۵٫۲FM (ماسرو)
جوی اف‌ام – ۱۰۶٫۹FM (برنامه‌های موسیقی و گفت‌وگو به زبان‌های سوتو و انگلیسی؛ ماسرو)
رادیو کلیسای انجیل – ۱۰۲FM
رادیو کاتولیک لسوتو – ۱۰۳٫۳FM
رادیو سول – فقط به‌صورت اینترنتی
رادیو بوکاموسو – ۹۷٫۴FM (ماسرو)، ۹۸٫۲FM (لریبه)، ۹۲٫۶FM (مافتنگ)
تسنولو اف‌ام – ۱۰۴٫۶FM
رادیو ال‌ام – ۱۰۴FM (رادیویی انگلیسی‌زبان با تمرکز بر موسیقی؛ ماسرو و حومه)
ساب‌لاین رادیو – ۹۴٫۳FM
۳۵۷ اف‌ام – فرکانس نامشخص
رادیو بین‌المللی فرانسه (RFI) – ۹۵٫۴FM (برنامه‌هایی به زبان‌های فرانسوی و انگلیسی؛ ماسرو)
سرویس جهانی بی‌بی‌سی – ۹۰٫۲FM (به زبان انگلیسی؛ ماسرو)

## تلویزیون
شبکه تلویزیونی: یک ایستگاه تلویزیونی دولتی؛ دولت کنترل اکثر رسانه‌های پخش خصوصی را در دست دارد؛ خدمات اشتراک تلویزیون ماهواره‌ای در دسترس است؛ پخش برنامه‌های چندین ایستگاه بین‌المللی نیز قابل دریافت است (۲۰۰۸).
ایستگاه‌های تلویزیونی در لسوتو:"Lesotho". Infoplease. Sandbox Learning Family. Retrieved April 19, 2022.
- - تلویزیون لسوتو یک شبکه تلویزیونی دولتی است که تحت مدیریت خدمات پخش ملی لسوتو (LNBS) قرار دارد. این شبکه برای مردم پادشاهی کوهستان برنامه‌هایی از جمله اخبار، فرهنگ، برنامه‌های واقعی، و مسائل جاری را به زبان‌های رسمی لسوتو، یعنی سوتو و انگلیسی پخش می‌کند (LTV 292 در DStv).

1. 1 2  «ارتباطات: لسوتو»، کتاب حقایق جهانی، سازمان اطلاعات مرکزی ایالات متحده آمریکا، ۷ ژانویه ۲۰۱۴. بازیابی‌شده در ۱۹ ژانویه ۲۰۱۴.

## روزنامه‌ها
روزنامه‌های اصلی در لسوتو: ** چشم عمومی (Public Eye)، وب‌سایت چشم عمومی. ** لسوتو تایمز (Lesotho Times)، وب‌سایت لسوتو تایمز. ** ساندی اکسپرس (Sunday Express)،  ** اخبار اطلاع‌رسانی (Informative News)، وب‌سایت اخبار اطلاع‌رسانی. ** آل آفریقا (AllAfrica.com)  ** فینایت مجله (Finite Magazine) ** لنا (آژانس خبری لسوتو) (LENA) ** ذا پست (The Post) 

## تلفن ها
پیش‌شماره بین‌المللی: ‎+۲۶۶‎
پیش‌شماره تماس بین‌المللی: ۰۰
خطوط ثابت: ۴۳٬۱۰۰ خط فعال (رتبه ۱۶۸ جهانی در سال ۲۰۱۲).
تلفن همراه: ۱٫۳ میلیون خط فعال (رتبه ۱۵۳ جهانی در سال ۲۰۱۲).
سامانه تلفنی: سامانه‌ای ابتدایی شامل تعداد محدودی خطوط ثابت، شبکه‌ای کوچک از ارتباطات رادیویی مایکروویو و سامانه‌ای کوچک از ارتباطات رادیویی تلفنی؛ شرکت «تلکام لسوتو» که در سال ۲۰۰۱ خصوصی‌سازی شد، مأموریت یافت تا در مدت پنج سال ۵۰٬۰۰۰ خط تلفن ثابت جدید فراهم کند، اما این هدف محقق نشد؛ خدمات تلفن همراه بازار را در اختیار گرفته و به طور گسترده در حال گسترش است، به‌طوری‌که در سال ۲۰۱۱ حدود ۶۵ مشترک به ازای هر ۱۰۰ نفر وجود داشت؛ در مناطق روستایی خدمات بسیار محدود است.
ماهواره مخابراتی: ۱ ایستگاه اینتل‌ست (اقیانوس اطلس) (۲۰۱۱).

### ارائه‌دهندگان خدمات مخابراتی
وداکام لسوتو فعالیت خود را در سال ۱۹۹۶ آغاز کرد. دولت لسوتو از طریق سهام خود در شرکت مخابرات لسوتو، یکی از سهام‌داران آن بود. در جریان فرآیند خصوصی‌سازی در سال ۱۹۹۹، دولت سهام خود را به مزایده گذاشت و در ژوئیه ۲۰۰۰، کنسرسیوم «سخا-متسی» متشکل از بازرگانان و چهره‌های عمومی محلی، برنده این مزایده اعلام شد. این کنسرسیوم اکنون ۱۲٪ از سهام وداکام لسوتو را در اختیار دارد و مابقی در اختیار گروه وداکام است. در سال ۲۰۰۸، وداکام لسوتو همکاری جدید خود با ودافون را آغاز کرد.
اکونت تلکام لسوتو یکی از شرکت‌های گروه اکونت وایرلس است و به‌صورت مستقل با هیئت‌مدیره و مدیریت محلی اداره می‌شود. این شرکت نخستین اپراتور تلفن همراه در آفریقا است که از خدمات eTXT شرکت ForgetMeNot Africa بهره گرفت تا مشتریان بتوانند با استفاده از تلفن‌های ساده و از طریق پیامک، ایمیل ارسال و دریافت کنند.

## اینترنت
دامنه سطح‌بالای ملی: ‎.ls‎
کاربران اینترنت: ۸۸٬۶۰۲ نفر (رتبه ۱۷۰ در جهان)، معادل ۴٫۶٪ از جمعیت (رتبه ۱۸۹ جهانی در سال ۲۰۱۲).
درصد خانوارهای دارای دسترسی به اینترنت: ۲۷٫۹۳٪ تا سال ۲۰۱۷.
پهن‌باند ثابت: ۲٬۵۲۹ اشتراک (رتبه ۱۶۹ جهانی)، معادل ۰٫۱٪ جمعیت (رتبه ۱۶۳ در سال ۲۰۱۲).
پهن‌باند بی‌سیم: نامشخص (۲۰۱۲).
میزبان‌های اینترنتی: ۱۱٬۰۳۰ میزبان (رتبه ۱۳۱ جهانی در سال ۲۰۱۲).
نشانی‌های IPv4: تعداد اختصاص‌یافته ۴۰٬۴۴۸، کمتر از ۰٫۰۵٪ از کل جهان، معادل ۲۱ نشانی به ازای هر ۱۰۰۰ نفر (۲۰۱۲).
ارائه‌دهنده خدمات اینترنت: ۴ ارائه‌دهنده (۲۰۱۳).

### سانسور و نظارت اینترنتی
در لسوتو هیچ محدودیتی از سوی دولت برای دسترسی به اینترنت گزارش نشده و شواهدی مبنی بر نظارت دولتی بر ایمیل‌ها یا اتاق گفتگو بدون حکم قضایی وجود ندارد. اینترنت در این کشور فراگیر نیست و در مناطق روستایی تقریباً وجود ندارد که این امر ناشی از کمبود زیرساخت‌های ارتباطی و هزینه بالای دسترسی است.
قانون اساسی و قوانین این کشور آزادی بیان را تا زمانی که مخل «دفاع، امنیت عمومی، نظم عمومی، اخلاق عمومی یا سلامت عمومی» نباشد، تضمین می‌کنند. دولت در کل به این حق احترام می‌گذارد. وجود رسانه‌های مستقل، دستگاه قضایی کارآمد و نظام دموکراتیک فعال، به‌طور کلی زمینه‌ساز آزادی مطبوعات است؛ با این حال، مواردی از آزار روزنامه‌نگاران و خودسانسوری مشاهده شده‌است. قانون، ابراز نفرت‌پراکنی نسبت به افراد به دلیل نژاد، قومیت، جنسیت، معلولیت یا رنگ پوست را ممنوع کرده‌است.